# Hans-Albrecht Löhr
Hans-Albrecht Löhr (* 29. Mai 1922 in Berlin; † 22. oder 28. August 1942 bei Saplatino, Sowjetunion) war ein deutscher Theater- und Filmschauspieler, der zunächst 1931 als Neunjähriger für seine Filmrolle als „Kleiner Dienstag“ in der Erstverfilmung von Erich Kästners Roman Emil und die Detektive öffentlich bekannt wurde. Er starb als junger Soldat der Wehrmacht im Kriegseinsatz an der Ostfront des Zweiten Weltkriegs.

## Leben, historischer Kontext
Löhrs Karriere begann mit einem Brief an Erich Kästner über dessen Kinderroman Emil und die Detektive, den Kästners Verlegerin Edith Jacobsohn faksimilieren ließ. Löhr berichtete in diesem Brief, er habe sich alle Schauplätze des Romans in Berlin angeschaut. Der Kontakt setzte sich fort und Löhr erhielt zunächst bei der ersten Bühnenversion des Emil, die 1930 im Theater am Schiffbauerdamm Premiere hatte, die Rolle des „Kleinen Dienstag“. Später spielte er diese Rolle auch in der ersten Verfilmung des Buches. In Berlin am Morgen wurde ein Interview vom Set abgedruckt; darin stellte sich Löhr unter anderem mit folgenden Worten vor: „Ich bin 9 Jahre alt, vorläufig noch auf der Grundschule. Wir sind geschieden. Den Vater habe ich seit 6 Jahren nicht gesehen. Die Mutter arbeitet auf der Charité […]“ 1937 spielte er im Stück Ein Volksfeind von Ibsen, das an der Volksbühne in Berlin aufgeführt wurde, die Rolle des Ejlif.
Hans-Albrecht Löhr fiel im August 1942 als Soldat an der Ostfront. Der Kontakt zwischen seiner Mutter, Lotte Löhr, und Erich Kästner riss aber nicht ab. Sie besuchte 1947 die erste Nachkriegsaufführung im Metropoltheater und schrieb in einem Brief zum 64. Geburtstag Kästners: „Sie wissen sicher, daß ich […] eine Einladung […] bekam, um mir den ‚richtigen‘ Emil anzusehen. Es ging mir sehr, sehr nahe, aber es war wiederum doch schön, nocheinmal das Jungchen zu sehen […]. Herr Lamprecht erzählte mir, dass alle Jungen – außer Hans Richter – nicht mehr am Leben sind […].“
Löhrs körperliche Überreste sind in der Kriegsgräberstätte Korpowo in Russland begraben (Endgrabanlage, Block 16, Reihe 23, Grab 1435).

## Nachwirkung, Rezeption
Erich Kästner schrieb im hohen Alter über Löhrs Tod: „Da der kleine Hans-Albrecht Löhr ein ungewöhnlich liebenswürdiger und aufgeweckter kleiner Junge war, blieb es nicht aus, dass wir uns, trotz des beträchtlichen Altersunterschiedes, anfreundeten und dass wir einander in den Nazi-Jahren immer wieder einmal sahen. Als er in das wehrpflichtige Alter kam, konnte es nicht ausbleiben, dass er dann sehr bald nach Russland kam und dort ist er – wo, weiß ich nicht – gefallen. Jedenfalls ist dieser Hans-Albrecht für mich eine unverlierbare Erinnerung. Allein an diesem einzigen sinnlosen Verlust kann ich ermessen, was, millionenfach multipliziert, Hitler auf dem Gewissen hat.“
Dorothee Schön schrieb ein Drehbuch über Hans-Albrecht Löhr und Erich Kästner. Die Dreharbeiten zu Kästner und der kleine Dienstag begannen im Sommer 2015, die Uraufführung fand beim Filmfest München 2016 statt, die internationale Premiere erfolgte als Eröffnungsfilm des Portland German Filmfestivals 2016, die Fernseherstausstrahlung lief am 21. Dezember 2017 zeitgleich in der ARD und im ORF.